# Fernando Fernandez Lavie
Pour les articles homonymes, voir Lavie.
Fernando Fernandez Lavie est un guitariste classique, chanteur, auteur, professeur de guitare français, né à Bordeaux le 21 avril 1918 et décédé à Strasbourg le 31 mai 2013 (à 95 ans).

## Biographie
Fernando Fernandez Lavie, naît de parents basques espagnols et français. Il étudie le chant au conservatoire de Bordeaux, où il obtient une première médaille, puis avec Marguerite Babaïan. S’ensuivent des études de guitare à San Sebastian et à Barcelone, où il rencontre le guitariste Luis Sanchez Granada. Au conservatoire de Lyon, il étudie l’harmonie et le contrepoint avec le professeur César Geoffray. En 1956 il obtient le Grand Prix du disque de l'Académie Charles Cros et en 1967 le Prix Inter Club de l'Académie du disque français. Entre 1954 et 1966, il se perfectionne auprès des maîtres Andres Segovia et Emilio Pujol  à l’Académie du comte Chighi à Sienne (Italie), puis devient luthiste en étudiant auprès d’Eugen Muller-Dombois à la Schola Cantorum de Bâle (Suisse) et de Walter Gerwig à la Musikhochschule de Cologne (Allemagne). Il se lie d'amitié avec Ramon Cueto, Narciso Yepes, Celedonio Romero, José de Azpiazu, parmi d’autres. Afin d’élargir le répertoire pour son instrument, alors cantonné à la musique folklorique, il transcrit de nombreuses œuvres d’auteurs anciens tels que Jean-Sébastien Bach, pour la guitare. Il transmet sa passion pour la musique à travers les associations « Les Amis de la guitare » et « Musique en Chablais », cette dernière pendant 28 ans dans la région d’Évian (pays de Gavot) jusqu’à l’âge de 85 ans, entouré de professeurs de haut niveau (dont par exemple, au début des années 1980 : Roberto Aussel, Raul Maldonado, Francis Kleinjans, etc.),. Il joue sur des guitares Fleta et M. Hernandez y V. Aguado.

## Pédagogie
En Espagne, parallèlement à ses études de guitare il est professeur d’anglais au collège des marianistes de San Sebastian et de Barcelone.

De 1953 à 1962, il est animateur, chef de chœur à Alger rattaché au ministère de Jeunesse et des Sports, puis nommé professeur de guitare au Conservatoire d’Alger, où il crée la première classe de guitare dans un centre officiel français.

De 1955 à 1974, il est instructeur national de l'association À cœur joie et instructeur du mouvement Sing for pleasure à Londres.

De 1962 à 1986, il est professeur de guitare au conservatoire national de région de Strasbourg, où il crée également la première classe de guitare classique. Il écrit de nombreux ouvrages pédagogiques.

## Enregistrements
- 1955         	Chants d’amour de la vieille Espagne, éditions la Boite à musique (B.A.M.)
- 1956         	Musique espagnole à la cour de Louis XIII (B.A.M.)
- 1958         	Chansons basques avec la guitare (B.A.M)
- 1966         	Musique de luth en Espagne et en Italie (B.A.M)
- 2004        	Agur Jaunak, musique basque jouée par Roberto Aussel[9], Mandala.

## Concerts et tournées
1953-1970 Tournées dans toute l’Europe occidentale. Enregistrements parmi les premières émissions de télévision en  Allemagne, en Italie et en France. Concert de luth au Festival de musique de Strasbourg le 18 juin 1973.

## Publications
- 1956   	La Guitare pour tous, Presses de l’Ile-de-France (P.I.F.), Paris[11],[12].
- 1957   	Chants à la guitare en 3 recueils, (P.I.F.), Paris.
- 1960   	La Voix naturelle, méthode de chant, P.I.F., Paris.
- 1963   	La Guitare classique, méthode espagnole, Éd. le Centurion, Paris.
- 1972   	École de guitare, technique moderne, préfacé par Emilio Pujol et Andrés Segovia, Éd. Max Eschig, Paris.
- 1973   	Musique d’ensemble, chant, flûte et guitare, P.I.F., Paris.
- 1974-1986    	Plaisirs de la guitare “Collection F. Fernandez Lavie”, 35 compositions et transcriptions, Max Eschig, Paris.
- 1976   	Approche de la musique ancienne à la guitare, méthode Initiation au luth et à l’ornementation, Max Eschig, Paris.
- 1985   	Bach à la guitare, sarabande et double prélude, fugue et allegro, Max Eschig, Paris.
- 1974-1980   	Choix d’études et morceaux en quatre recueils, Max Eschig, Paris.
- 1988          Les Saisons de P. I. Tchaïkowski pour deux guitares, sous-titré Les Belles Œuvres du maître russe oubliées par les pianistes que nous rappellent avec bonheur les guitaristes, Max Eschig, Paris.